# Братська могила польських воїнів (Корець)
Братська могила польських воїнів розташована в місті Корець Корецького району Рівненської області України, на території костелу святого Антонія, у північно-східній його частині. Пам'ятка історії місцевого значення.

## Історія
У серпні 1919 року Польща захопила Корець і він став опорним пунктом, з якого поляки вирушили до Новограда-Волинського. З осені 1919 до весни 1920 року Корець постійно переходив з рук у руки.
15 серпня 1920 року польська армія перейшла у контрнаступ і розгромила частини Червоної Армії під Варшавою. Наприкінці вересня польські війська окупували Корець. Згідно з мирним договором, підписаним у Ризі 18 березня 1921 року між РРФСР, УСРР і Польщею, Корець увійшов до складу Польщі. Він став центром гміни Рівненського повіту Волинського воєводства. Відразу ж за східною околицею міста проліг кордон між Польщею та Радянським союзом. Кількість загиблих та прізвища похованих у могилі невідома.

## Опис об'єкта
Перед могилою встановлено прямокутний обеліск, прикрашений скульптурою орла, який ніби тільки-що присів над могилою загиблих. Напис на пам'ятнику: «Польським солдатам, які полягли захищаючи Батьківщину під Корцем в липні 1920 року».
Розміри пам'ятника: 0,95 м х 0,70 м х 0,45 м. Висота пам'ятника — 204,1 м. Могила — 2 м х 1 м. У минулому памятник виглядав по-іншому.